# Mezi životem a smrtí
Mezi životem a smrtí (v anglickém originále Monday Mornings) je americký dramatický televizní seriál z lékařského prostředí. V premiéře jej od 4. února do 8. dubna 2013 uvedla americká televizní stanice TNT. V Česku jej od června do srpna 2014 vysílal program ČT2. Seriál byl natočen podle stejnojmenného románu amerického neurochirurga a spisovatele Sanjaye Gupty.
Seriál se odehrává ve fiktivní nemocnici Chelsea General Hospital v Portlandu v americkém státě Oregon. Děj seriálu sleduje osudy osmi lékařů, kteří se scházejí každý týden v pondělí v přednáškovém sále a zodpovídají se před ostatními zaměstnanci nemocnice z profesních chyb i úspěchů, ale také z osobních prohřešků. Originální anglický název seriálu Monday Mornings (v doslovném překladu „pondělní rána“) odkazuje právě na tuto schůzi. Seriál se v rozsáhlé míře zabývá lékařskou etikou a postavením, pocity a potřebami pacientů a do kontrastu s nimi staví profesní i osobní chyby lékařů.

## Obsazení

### Hlavní role
| Alfred Molina     | šéf personálu Dr. Harding Hooten                       |
| Ving Rhames       | traumatolog Dr. Jorge Villanueva („Velký kocour Gato“) |
| Bill Irwin        | transplantační chirurg Dr. Buck Tierney                |
| Jamie Bamber      | neurochirurg Dr. Tyler Wilson                          |
| Jennifer Finnigan | neurochirurg Dr. Tina Ridgewayová                      |
| Keong Sim         | neurochirurg Dr. Sung Park                             |
| Sarayu Rao        | hrudní chirurg Dr. Sydney Napurová                     |
| Emily Swallow     | neuropraktikantka Dr. Michelle Robidauxová             |

### Vedlejší role
| Jason Gray-Stanford | nemocniční právník Scott Henderson           |
| Anthony Heald       | právník Mitch Tompkins                       |
| Jonathan Silverman  | internista Dr. John Lieberman                |
| Valerie Mahaffey    | vedoucí klientského servisu Fran Horowitzová |

## Seznam dílů
Seznam dílů seriálu Mezi životem a smrtí:
| Č. v seriálu | Původní název           | Český název                                    | Režie             | Scénář                                       | Premiéra v USA  | Premiéra v ČR     | Sledovanost (v mil.) |
| ------------ | ----------------------- | ---------------------------------------------- | ----------------- | -------------------------------------------- | --------------- | ----------------- | -------------------- |
| 1            | Pilot                   | Mezi životem a smrtí                           | Bill D'Elia       | David E. Kelley                              | 4. února 2013   | 26. června 2014   | 1,34                 |
| 2            | Deus Ex Machina         | Deus ex machina                                | Bill D'Elia       | David E. Kelley a Sanjay Gupta               | 11. února 2013  | 3. července 2014  | 1,22                 |
| 3            | Who's Sorry Now?        | Kdo teď lituje                                 | Bill D'Elia       | David E. Kelley a Karen Struck               | 18. února 2013  | 10. července 2014 | 1,25                 |
| 4            | Forks Over Knives       | Vidlička lepší nože                            | Mike Listo        | Amanda Johns, Karen Struck a David E. Kelley | 25. února 2013  | 17. července 2014 | 1,24                 |
| 5            | The Legend And The Fall | Pád jedné legendy                              | Greg Hoblit       | Amanda Johns, Sanjay Gupta a David E. Kelley | 4. března 2013  | 24. července 2014 | 1,45                 |
| 6            | Communion               | Společenství                                   | Colin Bucksey     | Karen Struck a David E. Kelley               | 11. března 2013 | 31. července 2014 | 1,86                 |
| 7            | One Fine Day            | To byl den                                     | Mario Van Peebles | Sanjay Gupta, Amanda Johns a David E. Kelley | 18. března 2013 | 7. srpna 2014     | 1,23                 |
| 8            | Truth or Consequences   | Pravda či následky                             | Arlene Sanford    | Karen Struck a David E. Kelley               | 25. března 2013 | 14. srpna 2014    | 1,32                 |
| 9            | Wheels Within Wheels    | Nic není tak jasné, jak se na první pohled zdá | Mike Listo        | Amanda Johns, David E. Kelley a Karen Struck | 1. dubna 2013   | 28. srpna 2014    | 1,60                 |
| 10           | Family Ties             | Rodinná pouta                                  | Bill D'Elia       | Amanda Johns, Karen Struck a David E. Kelley | 8. dubna 2013   | 30. srpna 2014    | 1,37                 |